# Cypho purpurascens
Cypho purpurascens är en fiskart som först beskrevs av De Vis, 1884.  Cypho purpurascens ingår i släktet Cypho och familjen Pseudochromidae. Inga underarter finns listade i Catalogue of Life.